# Alcollarín (kommunhuvudort)
Alcollarín är en kommunhuvudort i Spanien.   Den ligger i provinsen Provincia de Cáceres och regionen Extremadura, i den centrala delen av landet, 220 km sydväst om huvudstaden Madrid. Alcollarín ligger 315 meter över havet och antalet invånare är 300.
Terrängen runt Alcollarín är huvudsakligen platt, men norrut är den kuperad. Runt Alcollarín är det glesbefolkat, med 19 invånare per kvadratkilometer. Närmaste större samhälle är Miajadas, 17,9 km sydväst om Alcollarín. Trakten runt Alcollarín består till största delen av jordbruksmark.